# مصاحبه‌های پوتین
مصاحبه‌های با پوتین (انگلیسی: The Putin Interviews) سریال تلویزیونی در چهار قسمت، چهار ساعت ساختهٔ الیور استون است. نخستین قسمت این مجموعه در ۱۲ ژوئن ۲۰۱۷ به نمایش درآمد.
این مجموعه متشکل از چندین مصاحبه بین سال‌های ۲۰۱۵ و ۲۰۱۷ میلادی با ولادیمیر پوتین توسط الیور استون است.

## دی‌وی‌دی
این مستند در سال ۲۰۱۹ به صورت دی‌وی‌دی منتشر شد.